# Radio-Vidéo
Radio-Vidéo est une émission de télévision québécoise diffusant des vidéoclips, diffusée du 22 janvier 1982 au 13 septembre 1985 sur TVJQ.

## Histoire
Cinq mois après le lancement de MTV aux États-Unis, l'industrie du vidéoclip est en explosion. Pierre Marchand, passionné de musique, produisait l'émission dans sa chambre avec un budget d'environ 500 $ par émission à partir de janvier 1982, animé d'abord par Normand Sauvé jusqu'à l'été 1983, remplacé par Claude Rajotte (et le chroniqueur Marc Carpentier) jusqu'à l'automne 1985 où l'émission disparaît de la programmation de TVJQ alors qu'il devient chroniqueur pour l'émission Bon dimanche sur le réseau TVA. Parallèlement depuis le début 1985, une émission de vidéoclips appelée MuchMusic animée par Daniel Déry est diffusée sur TVJQ, jusqu'au lancement de MusiquePlus en septembre 1986, où une vingtaine de vidéoclips québécois étaient disponibles.
À l'automne 1985, la nouvelle émission culturelle et musicale de Pierre Marchand, Graffiti, prend l'antenne de TVJQ en soirée, animée par Marc Carpentier et Chantal Machabée, et commanditée par le magazine Québec-Rock,. Graffiti prend fin en janvier 1986, où elle est remplacée par Diversion, animée par Marc Carpentier jusqu'au lancement de MusiquePlus en septembre 1986. Denis Talbot prendra le relais de l'animation de Diversion, et rejoindra MusiquePlus en 1989.
D'autres sources de vidéoclips sont devenus accessibles aux québécois, tels que Friday Night Videos (en) sur le réseau NBC à partir de juillet 1983 (via l'affilié WPTZ), l'émisison concurrente Good Rockin' Tonite (en) dès l'hiver 1984 sur le réseau CBC, Video Hits animée par Samantha Taylor sur CBC dès l'automne 1984, Music Vision produite par CFCF-TV entre l'hiver 1985 et l'été 1987, sans oublier la chaîne spécialisée MuchMusic lancée à Toronto en septembre 1984 et distribuée par les câblodistributeurs québécois.

## Animateurs
- Normand Sauvé (janvier 1982 – été 1983)
- Claude Rajotte (automne 1983 – septembre 1985)

## Réalisation
- Claude Blanchard (1983-1985)
- André Delaney (1985)

## Équipe de production
- Production : TVJQ
- Productrice déléguée : Monic Lessard
- Éclairage : André Dumouchel
- Caméra : Michel Lapointe
- Montage : Claude Blanchard (1983-1985), André Delaney (1985)
- Programmation des vidéoclips : Patrick Binette